# Franciszka Wierzbicka
Franciszka Wierzbicka ur. jako Bronisława Wierzbicka (ur. 24 stycznia 1897 w Winnikach, zm. 1 lutego 1970 w Łodzi) – polska bernardynka, art. malarka, fundatorka i wieloletnia przełożona łódzkiego klasztoru ss. Bernardynek.

## Życiorys
Była córką Antoniego i Weroniki z Freyów. Mieli sześcioro potomstwa. Byli to: Róża – z męża Warzechowa (ur. 1882), Franciszka – z męża Kostołowska (ur. 1890), Stanisława – w zakonie Józefa (ur. 1892), Ludwik (ur. 1894), Bronisława – w zakonie Franciszka (ur. 1897), szóste – ostatnie dziecko zmarło bardzo wcześnie.
W wieku 15 lat wraz z siostrą, Stanisławą (w zakonie Józefą), wstąpiła do klasztoru ss. Bernardynek w Krakowie. W 1919, na prośbę księcia Adama Stefana Sapiehy, ordynariusza metropolity krakowskiego, wyjechała do Wilna z innymi siostrami zakonnymi, celem objęcia wileńskiego klasztoru ufundowanego przez Sapiehów.
W 1927 w klasztorze karmelitów w Wilnie prof. Jan Rutkowski restaurował obraz Matki Bożej Ostrobramskiej. Podczas prac nad obrazem zaangażowano grupę malarzy sporządzających kopie obrazu. Szczególną uwagę Rutkowskiego zwrócił obraz Wierzbickiej, ze względu na jego wierność względem oryginału. Spowodowało to, że dzięki zaangażowaniu arcybiskupa Romualda Jałbrzykowskiego, ordynariusza metropolity wileńskiego w semestrze 1928/1929, Wierzbicka podjęła studia jako nadzwyczajna słuchaczka na Uniwersytecie Wileńskim. W latach 1929–1934 studiowała w Akademii Sztuk Pięknych w Rzymie. Po uzyskaniu dyplomu powróciła do Wilna, gdzie w latach 1935–1938 pełniła funkcję mistrzyni nowicjatu.
Niedługo po powrocie z Rzymu obie rodzone siostry wraz z kilkoma innymi siostrami ze Zgromadzenia opuściły Wilno udając się do Ojcowa celem założenia tam klasztoru. Niestety, wobec niesprzyjających warunków postanowiły zrezygnować z tego zamiaru i przyłączyć się na jakiś czas do Klasztoru ss. Bernardynek w Kończyskach – nadal bowiem zamierzały znaleźć jakieś odpowiednie miejsce dla założenia klasztoru. I tak od dnia 21 grudnia 1937 r. zagościły w Kończyskach by niedługo po II wijnie światowej rozpocząć poszukiwania odpowiedniego miejsca. Już latem 1945 r. wybór padł na Łódź. W związku z tym goszczące przez ponad 8 lat w Kończyskach siostry opuściły to miejsce definitywnie dnia 5 sierpnia 1946 r. W Łodzi, w pierwszych latach pobytu, s. Franciszka zorganizowała przedszkole dla dzieci z Rudy Pabianickiej. W 1949 na prośbę biskupa Michała Klepacza otworzyła dom zakonny w Brzezinach, którym zarządzała przez 3 lata. W Łodzi ufundowała pierwszy w regionie klasztor ss. Bernardynek – jeden z dziewięciu istniejących w Polsce klasztorów bernardynek, w latach 70. XX w. najliczniejszy klasztor w Polsce, liczący 34 siostry zakonne.
Została pochowana na cmentarzu rzymskokatolickim w Rudzie Pabianickiej (sektor: B2, rząd: 19, numer: 2).

## Działalność artystyczna

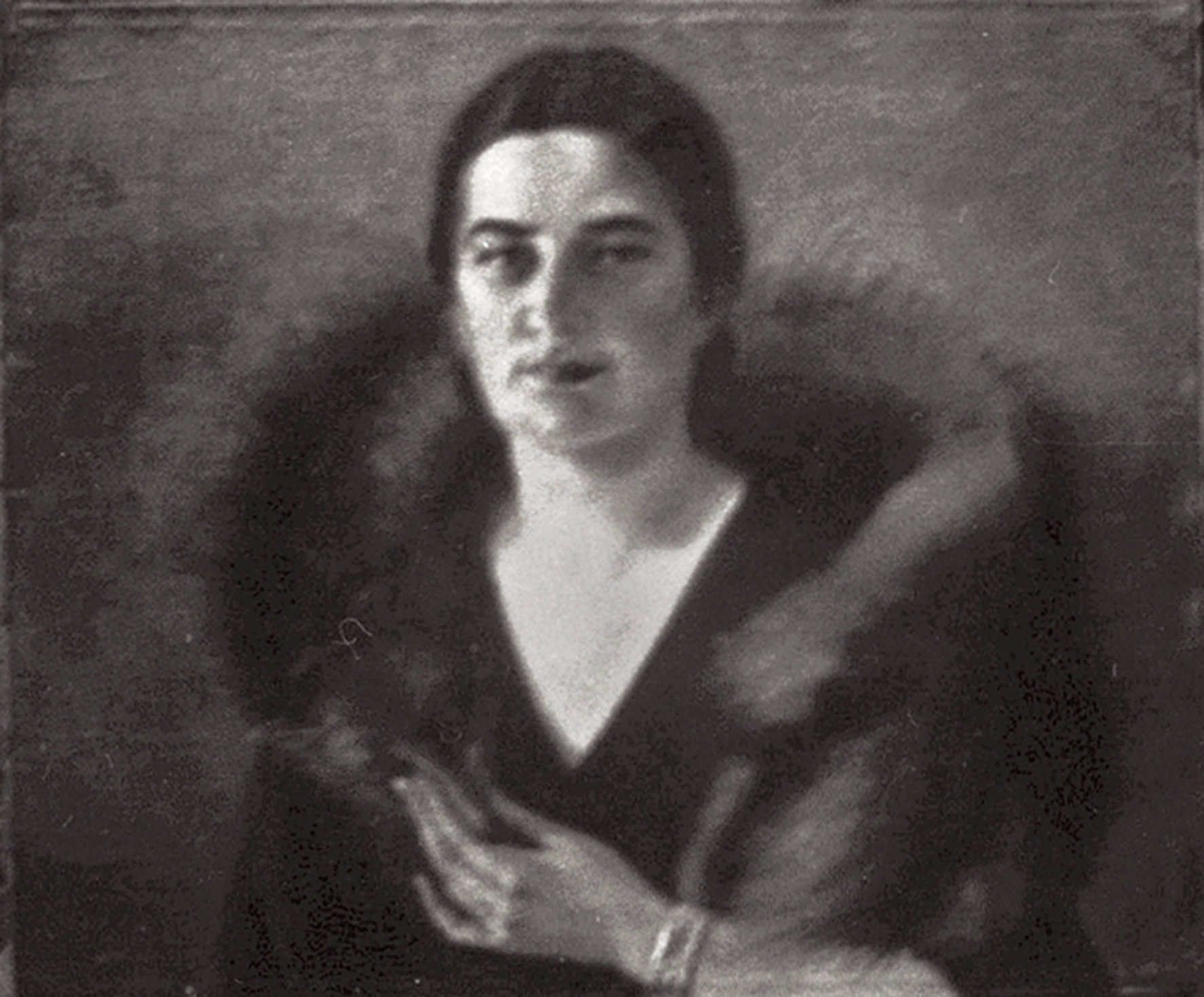
Portret Ireny Mietelskiej (olej na płótnie, ok. 72x60 cm) – mal. s. Franciszka Wierzbicka (Kończyska, lipiec 1938). Obraz zaginął podczas II wojny światowej.

Działalność religijną łączyła z działalnością artystyczną, malując liczne obrazy znajdujące się w kościołach i kaplicach w całej Polsce. 75 obrazów poświęciła Matce Boskiej Częstochowskiej. Jej namalowana w 1927 kopia obrazu Matki Bożej Ostrobramskiej, znajduje się w ołtarzu głównym w kościele przy klasztorze Sióstr Bernardynek. Była pierwszą osobą, do której ks. Michał Sopoćko – spowiednik s. Faustyny Kowalskiej – zwrócił się z propozycją namalowania obrazu "Jezu ufam Tobie" według polecenia przekazanego jej przez Chrystusa podczas jednego z objawień. Siostra Wierzbicka nie podjęła się jednak tego zadania, ponieważ miała inną wizję błogosławiącego Chrystusa od tej, którą od s. Faustyny przekazywał jej  ks. Sopoćko.
W 2001 została wydana biograficzna książka Mirosława Paciuszkiewicza Matusia. Zakonnica, malarka, dobry człowiek, zaś w 2016 książka autorstwa Cypriana Moryca Matka Franciszka od świętych obrazów 1897–1970, nakładem Wydawnictwa oo. Bernardynów „Calvarianum”, poświęcona działalności artystycznej Wierzbickiej.